# Беатриче ди Тенда
«Беатриче ди Тенда» (итал. Beatrice di Tenda) — лирическая трагедия в двух актах итальянского композитора Винченцо Беллини. Итальянское либретто Феличе Романи. Премьера состоялась 16 марта 1833 года в Венеции в театре Ла Фениче. В подготовке постановки активное участие принимала примадонна итальянского театра Джудитта Паста. Она же и исполнила партию Беатриче на премьере.

## Действующие лица
| Филиппо Мария Висконти, герцог Миланский                                         | баритон       |
| Беатриче ди Тенда, его жена                                                      | сопрано       |
| Аньезе дель Маино, придворная дама Беатриче                                      | меццо-сопрано |
| Оромбелло, сеньор Вентимильи                                                     | тенор         |
| Аничино, друг Оромбелло                                                          | тенор         |
| Риккардо дель Маино, брат Аньезе и друг Филиппо                                  | бас           |
| Придворные дамы и кавалеры. Действие происходит в Миланском герцогстве в XV веке |               |

## Либретто

### Акт первый
Картина перваявнутренний двор замка Бинаско
Герцог Филиппо прибыл на бал, который традиционно устраивает Риккардо дель Маино. Придворные восхваляют мудрость герцога и его правления. Люди его жены Беатриче, наоборот, перешептываются о том, что герцог жесток к подданным. Из замка доносится пение сестры хозяина Аньезе. Герцог восхищен ею. По словам Филиппо Аньезе красивее всех женщин на свете. Он готов забыть жену ради неё. Герцог входит в замок. Появляется Оромбелло со своим другом Риккардо. Оромбелло был возлюбленным Аньезе, теперь же охладел к ней. Он увлекся красотой Беатриче и, узнав, что она с мужем прибыла на бал к Риккардо, приехал, чтобы добиться свидания. Друзья входят в замок.
Картина втораякомната Аньезе
Аньезе одна. Она скучает по Оромбелло. Внезапно входит Оромбелло. Он колеблется, но в конце концов решается открыто разорвать отношения с Аньезе. Оромбелло возвращает ей её письма, но случайно среди них оказывается письмо с любовными признаниями, которое он написал Беатриче, но не решился отослать. Оромбелло уходит. Аньезе читает письмо к Беатриче. Она должна отомстить сопернице.
Картина третьябеседка в саду замка
Беатриче со своими дамами размышляет о своей судьбе. Она одинока. Муж охладел к ней. Его жестокость по отношению к подданным пугает её. Появляется Филиппо в сопровождении Риккардо. Он недоволен тем, что подданные жалуются на него жене. Филиппо обвиняет Беатриче в политических интригах против него. Беатриче пытается оправдаться, но безрезультатно. Она уходит. Филиппо признается Риккардо, что жена ему надоела, и он ищет повод, чтобы избавиться от неё.
Картина четвертаяплощадка со статуей Фачино Кане
Беатриче у статуи своего первого мужа жалуется на судьбу. Входит Оромбелло. Он объясняется Беатриче в любви. Но та непреклонна, она не собирается нарушать супружескую верность. Внезапно входит Филиппо. Его привела Аньезе, которая следила за Оромбелло. Она обвиняет Беатриче и Оромбелло в преступной связи. В доказательство передает Филиппо письмо Оромбелло к Беатриче. Филиппо приказывает арестовать Беатриче и Оромбелло.

### Акт второй
Картина перваязал суда

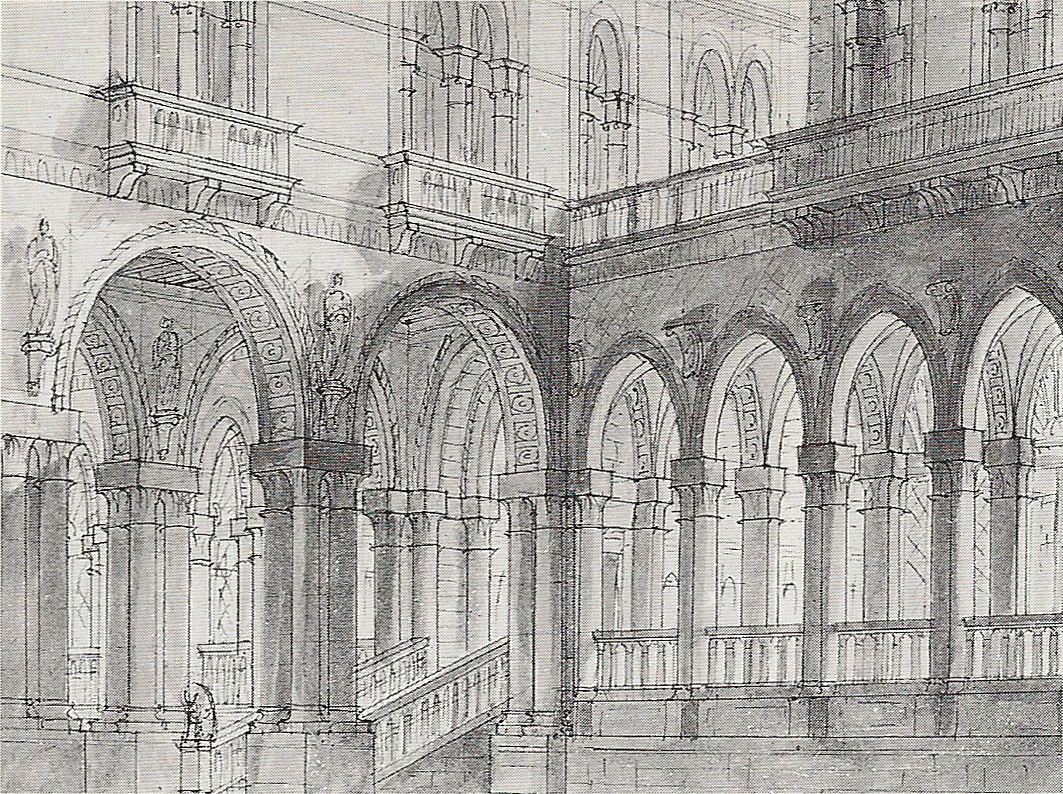
Эскиз декораций премьерной постановки

Собравшиеся в зале придворные с ужасом ожидают грядущих событий. Герцог дошел до крайнего исступления и может подвергнуть обвиняемых чудовищным пыткам. Входит Филиппо в сопровождении Аничино. Аничино умоляет герцога помиловать Оромбелло. Клянется, что между ним и Беатриче ничего не было. Стража вводит Беатриче. На вопросы судей Беатриче отвечает отрицательно. Приводят Оромбелло. Тот также рассказывает всю правду, приносит извинения герцогу и Беатриче, подтверждает невиновность Беатриче, которая отвергла его ухаживания. Судьи не решаются вынести приговор без Филиппо. Тот колеблется, но в конце концов решает подвергнуть Оромбелло допросу с пристрастием, чтобы выяснить всю правду. Оромбелло и Беатриче уводят. Судьи и придворные также уходят. Филиппо остается с Аньезе. Аньезе напугана. Её интрига привела к жестоким последствиям. Она признается Филиппо, что возвела на Беатриче напрасное обвинение из ревности, потому что сама влюблена в Оромбелло. У Филиппо просыпается давняя любовь к Беатриче. Он вспоминает, как добивался её руки после смерти Фачино Кане. Филиппо готов прекратить суд. Но в это время в зал возвращаются придворные и Аничино. Под пыткой Оромбелло признал себя виновным. Филиппо объявляет, что оба будут казнены.
Картина втораявестибюль, ведущий к месту казни
Хор с ужасом ожидает выхода Беатриче. Она же спокойна, примирилась со своей судьбой и ждет встречи с первым мужем в лучшем мире. Входит Аньезе. Она просит прощения у Беатриче. Мимо них на казнь проводят Оромбелло. Он прощается с обеими. Беатриче прощает Аньезе. Затем прощается со всеми придворными и идет на казнь.